# Mieszko IV van Polen
Mieszko IV van Polen ook bekend als Mieszko van Silezië of Mieszko Krombeen (circa 1130 – 16 mei 1211) was hertog van Silezië en daarna groothertog van Polen.

## Levensloop
Hij was de zoon van groothertog Wladislaus II van Polen en Agnes van Oostenrijk. Samen met zijn ouders en zijn oudere broer Bolesław werd hij in 1146 uit Polen verdreven door zijn oom Bolesław de Kroesharige. De familie werd opgevangen door de Rooms-Duitse koning Koenraad III en vestigde zich in de stad Altenburg. Tijdens zijn ballingschap kreeg Mieszko onderwijs in een benedictijnenklooster in Bamberg. 
Vier jaar na de dood van zijn vader kon Mieszko samen met zijn broer Bolesław in 1163 met de hulp van keizer Frederik I Barbarossa terugkeren naar Polen, waar ze gezamenlijk het hertogdom Silezië gingen regeren. Als hertogen moesten de broers een eed van trouw afleggen aan de Heilig Roomse keizer. 
In 1173 kwam het tot ruzie tussen Bolesław en Mieszko, waarna Silezië in twee gedeeld werd. Hierbij mocht Bolesław verder het hertogdom Silezië regeren, terwijl Mieszko de gebieden rond de steden Ratibor en Teschen kreeg. Omdat Mieszko bij deze verdeling nogal benadeeld werd, kreeg hij in 1177 van groothertog Casimir II extra grondgebieden toegewezen. Nadat Casimir II in 1194 overleed, verkoos Mieszko niet diens zoon Leszek, maar diens broer Mieszko III, die van 1173 tot 1177 groothertog van Polen was en door een opstand was verdreven.
Enkele maanden na de dood van zijn broer Bołeslaw, veroverde Mieszko in 1202 de gebieden rond de stad Opole, die zijn neef Hendrik had geërfd. Van 1180 tot 1201 waren deze gebieden in handen van Jaroslav geweest, de oudste zoon van zijn broer Bołeslaw, maar diens dood terug in de handen van zijn broer terechtgekomen, die kort daarna zelf stierf. In november 1202 dwong Mieszko zijn neef Hendrik om de aanspraak op het hertogdom Silezië voor zichzelf en zijn nakomelingen op te geven.
Na de dood van Mieszko III kon Mieszko aanspraak maken op de gebieden rond de stad Krakau, die sinds 1198 in handen waren van Mieszko III. De Krakause adel wees echter zijn neef hertog Leszek I van Polen deze gebieden toe. Met pauselijke steun stelde Leszek een troonopvolgingsakte op, waarbij de gebieden rond Krakau als erfelijk eigendom in de handen van zijn toekomstige zoons zou terechtkomen. Mieszko weigerde deze akte te aanvaarden en voerde jarenlang oorlog tegen Leszek. In 1210 aanvaardde paus Innocentius III echter Mieszko's eisen, waarna hij benoemd werd tot de nieuwe groothertog van Polen. Mieszko stierf één jaar later.

## Huwelijk en nakomelingen
Rond het jaar 1178 huwde Mieszko met Ludmilla, vermoedelijk een Boheemse prinses. Samen kregen ze vijf kinderen:
- Casimir I (1178-1230)
- Ludmilla
- Agnes
- Euphrosine
- Ryska (gestorven in 1239)

## Voorouders
| Voorouders van Mieszko IV van Polen | Voorouders van Mieszko IV van Polen                                    | Voorouders van Mieszko IV van Polen                                  | Voorouders van Mieszko IV van Polen                                       | Voorouders van Mieszko IV van Polen                                       |
| ----------------------------------- | ---------------------------------------------------------------------- | -------------------------------------------------------------------- | ------------------------------------------------------------------------- | ------------------------------------------------------------------------- |
| Overgrootouders                     | Wladislaus I Herman van Polen (1043-1102) ∞ Judith Přemysl (1057-1086) | Svjatopolk II (1050-1113) ∞ ? (-)                                    | Leopold II van Oostenrijk (1050–1095) ∞ Ida van Cham (1055–1101)          | Keizer Hendrik IV (1050–1106) ∞ 909 Bertha van Savoye (1051–1087)         |
| Grootouders                         | Bolesław III van Polen (1073-1113) ∞ Zbysława van Kiev (-1110)         | Bolesław III van Polen (1073-1113) ∞ Zbysława van Kiev (-1110)       | Leopold III van Oostenrijk (1073–1136) ∞ Agnes van Waiblingen (1072–1143) | Leopold III van Oostenrijk (1073–1136) ∞ Agnes van Waiblingen (1072–1143) |
| Ouders                              | Wladislaus de Balling (1105-1159) ∞ Agnes van Oostenrijk (1111-1163)   | Wladislaus de Balling (1105-1159) ∞ Agnes van Oostenrijk (1111-1163) | Wladislaus de Balling (1105-1159) ∞ Agnes van Oostenrijk (1111-1163)      | Wladislaus de Balling (1105-1159) ∞ Agnes van Oostenrijk (1111-1163)      |
| Mieszko IV van Polen (1130-1211)    |                                                                        |                                                                      |                                                                           |                                                                           |